# Nototriton gamezi
Nototriton gamezi là một loài kỳ giông trong họ Plethodontidae. Trong tiếng Anh nó thường được gọi là the Monteverde Moss Salamander.
Nó là loài đặc hữu của Costa Rica.
Môi trường sống tự nhiên của chúng là vùng núi ẩm nhiệt đới hoặc cận nhiệt đới.